# Anna Mieczkowska
Anna Mieczkowska z domu Parafińska (ur. 13 marca 1967 w Dzierzgoniu) – polska pedagog i działaczka samorządowa, w latach 2011–2018 członkini zarządu województwa zachodniopomorskiego, od 2018 prezydent Kołobrzegu.

## Życiorys
Absolwentka nauczania początkowego na Uniwersytecie Mikołaja Kopernika w Toruniu. Kształciła się również na studiach podyplomowych w zakresie logopedii na Uniwersytecie Szczecińskim, organizacji i zarządzania w oświacie w Gnieźnieńskiej Wyższej Szkole Humanistyczno-Menedżerskiej, neurologopedii na Uniwersytecie Gdańskim oraz zarządzania i marketingu w służbie zdrowia na Pomorskim Uniwersytecie Medycznym w Szczecinie. Została specjalistką w zakresie oligofrenopedagogiki. Zawodowo związana z edukacją, m.in. w latach 2007–2010 kierowała Specjalnym Ośrodkiem Szkolno-Wychowawczym „Okruszek” w Kołobrzegu. Działaczka ruchu Olimpiad Specjalnych i OSP. Została także członkinią Krajowej Rady Konsultacyjnej do Spraw Osób Niepełnosprawnych oraz oddziału rejonowego Polskiego Czerwonego Krzyża w Kołobrzegu.
W 2003 wstąpiła do Platformy Obywatelskiej. W styczniu 2010 objęła stanowisko zastępczyni prezydenta Kołobrzegu, w jej kompetencjach były sprawy społeczne, oświata, sport, kultura i promocja miasta. W grudniu 2011 została powołana w skład zarządu województwa zachodniopomorskiego. W wyborach samorządowych w 2014 uzyskała mandat radnej sejmiku zachodniopomorskiego, pozostała wówczas członkinią zarządu województwa w kolejnej kadencji.
W kwietniu 2017 Platforma Obywatelska ogłosiła jej nominację w wyborach na prezydenta Kołobrzegu. W grudniu tego samego roku została dodatkowo poparta przez Polskie Stronnictwo Ludowe, Sojusz Lewicy Demokratycznej, Porozumienie dla Kołobrzegu Wioletty Dymeckiej oraz radnego Jacka Woźniaka. Poparł ją także urzędujący wówczas prezydent miasta Janusz Gromek. W wyborach w 2018 została wybrana na urząd prezydenta z ramienia Komitetu Wyborczego Wyborców Anny Mieczkowskiej „Kołobrzescy Razem”, otrzymując 51% głosów w drugiej turze. W tych samych wyborach jej komitet wyborczy zdobył 10 z 21 mandatów w radzie miasta. Urząd ten objęła 19 listopada tego samego roku.
W marcu 2021 została pełnomocniczką Ruchu Wspólna Polska Rafała Trzaskowskiego w województwie zachodniopomorskim. W wyborach wewnętrznych w Platformie Obywatelskiej na przełomie października i listopada 2021 została wybrana na sekretarza zarządu regionu Zachodniopomorskiego, członkinię zarządu powiatu kołobrzeskiego, a także delegatkę do rady powiatu. W grudniu tego samego roku weszła w skład rady politycznej ruchu samorządowego Tak! Dla Polski prowadzonego przez Jacka Karnowskiego.
W wyborach w 2024 ponownie została wybrana na urząd prezydenta miasta, wygrywając w pierwszej turze z wynikiem 64,8% głosów.

## Wyróżnienia
Wyróżniana przez „Newsweek Polska” zaliczeniem do 15 najlepszych prezydentów miast w Polsce w rankingu tego tygodnika.

## Życie prywatne
Zamężna z Jerzym, radcą prawnym. Mają dwoje dzieci – Damiana i Kaję.